# مجزرة عائلة الحشاش (24 أكتوبر 2023)
مجزرة عائلة الحشاش (24 أكتوبر 2023) هي مجزرةٌ ارتكبها سلاح الجوّ الإسرائيلي حينما أغارَ على منزل عائلة الحشاش في مدينة رفح وذلك مع ساعات المساء الأولى ليوم الثلاثاء الموافق 24 أكتوبر 2023. تسبّبت هذه المجزرة الإسرائيليّة والتي استهدفت منزل يضم عدداً من المدنيين إلى استشهاد أكثر من 11 شهيداً من عائلة الحشاش.

## خلفية الحدث
في ساعاتِ الصباح الأولى من يوم السابع من أكتوبر 2023 أطلقت حركة المقاومة الإسلامية حماس عبر ذراعها العسكري كتائب الشهيد عز الدين القسام عملية طوفان الأقصى وذلك ردًا على الاعتداءات الإسرائيلية وتدنيس الأقصى والاستمرار في الاستيطان كما أكّد على ذلك محمد الضيف القائد العام للقسّام والذي أعطى إشارة انطلاق العمليّة التي شهدت اقتحامًا من المقاومين لمستوطنات غلاف غزة ونجحوا في قتلِ عدد كبيرٍ من الجنود الإسرائيلين، وأسر عشرات آخرين كما استطاعوا خلال ساعات قطع عشرات الكيلومترات ووصلوا لمستوطنات أبعد من تلك المحيطة والقريبة من قطاع غزة.
استمرَّت الاشتباكات بين الجيش الإسرائيلي وبين المقاومين في عديد من المستوطنات وعلى رأسها مستوطنة سديروت. الرد الإسرائيلي على هذه العمليّة جاء من خلال شنّ سلاح الجو الإسرائيلي عشرات الغارات العشوائيّة على القطاع متسبّبة في مقتل عشرات المدنيين وتدمير البنية التحتية لمدن القطاع، ليصل حد فرض إغلاق شامل وقطع متعمد لكل الخدمات من ماء وكهرباء وغاز، وهو ما هدَّد حياة أكثر من مليونَي فلسطيني يعيشُ داخل القطاع الذي يُعاني أصلًا من تبعات الحصار الخانق عليهم منذ ستة عشر عاماً.

## المجزرة
في مساء يوم الثلاثاء 24 أكتوبر 2023، وبالتزامن مع القصف الإسرائيلي المتواصل على كافة مناطق القطاع أغارت طائرات الاحتلال الإسرائيلي على منزل عائلة الحشاش والذي يقع في وسط مدينة رفح. تمكنت سيارات الإسعاف والدفاع المدني من انتشال جثامين 11 مواطناً من عائلة الحشاش وهم من عائلة واحدة، ومعظمهم أطفال ونساء إضافة إلى عشرات الجرحى.

## الضحايا
1. عبد الكريم عيد سلامة الحشاش 72 عام
2. قيس عبد الكريم عيد الحشاش 37 عام
3. سهير جبارة الحشاش (الزهراني) 35 زوجة قيس
4. تالد عبد الكريم عيد الحشاش 25 عام
5. عرابة عبد الكريم عيد الحشاش
6. نظر عبد الكريم عيد الحشاش
7. حذام عبد الكريم عيد الحشاش 35 عام
8. سلمى عبد الكريم عيد الحشاش 30
9. الطفلة اروى قيس عبد الكريم الحشاش
10. الطفلة آثال قيس عبد الكريم الحشاش
11. الطفلة الما قيس عبد الكريم الحشاش